# École nationale d’art de Paris
 (juin 2023).
L’École nationale d’art de Paris, ou ENDA en abrégé, est une école de recherche artistique créée en 2008 à Paris par la Biennale de Paris. Elle peut être considérée comme la première école dédiée intégralement à la recherche artistique.

## Histoire
En 2008 la Biennale de Paris a créé le Collège de la Biennale de Paris. De nombreux théoriciens de l’art et artistes y ont organisé des « modules », des cours de théorie et de mise en pratique parmi lesquels Alexandre Gurita, Ghislain Mollet-Viéville, Steven Wright, François Deck, Liliane Viala, Sylvain Soussan, Jean-Baptiste Farkas, Paul Robert, Karine Lebrun, Claire Dehove et André Éric Létourneau. En même temps que des thématiques singulières étaient abordées telles que la stratégie dans l’art, le Collège de la Biennale de Paris visait à expérimenter la notion même d’école d’art. Le collège a fonctionné jusqu'en 2010.
La biennale voulait aller plus loin et créer une véritable école de recherche artistique. En 2012 elle fait ainsi renaître l’Institut des hautes études en arts plastiques (Iheap), établissement d’enseignement créé par la Ville de Paris en 1989 et ayant fonctionné jusqu’en 1995. Un an plus tard en 1996 la ville l’ayant liquidé, l’institut est tombé dans le domaine public. Réactivé par la biennale, le nouveau Iheap a organisé des sessions jusqu’en 2017.
En 2015 la biennale a créé une antenne de l’Iheap à New York afin d’élargir son action et de rendre accessible à toutes et à tous un enseignement artistique de haut niveau. Elle comptait parmi ses intervenants Robert Storr, Steven Henry Madoff, Henry Flynt ou encore Jeffrey Perkins. En 2017 l’Iheap a changé de nom en ENDA, son nom actuel,.
À travers son histoire et ses spécificités, l’ENDA s’inscrit dans une continuité historique avec Bauhaus College et Black Mountain College, écoles qui proposaient dans leurs époques des nouvelles visions sur l’art et des nouvelles formes d’enseignement.

## Organisation et singularité de l’enseignement
La recherche s’organise autour des LDRE (Ligne de recherche et d’expérimentation) consacrées à des aspects différents de la pratique artistique.
Une des particularités de l’ENDA est le fait de considérer l’écosystème d’une pratique artistique comme faisant partie de la pratique elle-même. Les artistes chercheurs formulent leur pratique mais aussi leur modèle économique, leur stratégie, leur terminologie, leur dimension écologique et collaborative. Au sein de l’ENDA, les artistes chercheurs sont incités à travailler en intelligence collective.

### Programme
La formation recherche se déroule en sessions annuelles.

### Admissibilité
L’école est accessible sur motivation, seul critère d’admission. Il n’y a aucun prérequis, diplôme ou d’âge. Bien quel’ENDA soit une école d’art, elle est accessible non seulement aux artistes mais à toute personne indépendamment de sa profession.

## Projets externes

### AASF (Alternative art school fair)
La Biennale de Paris et l’Iheap New York ont initié le premier rendez-vous destiné à ce qu’on appelle « écoles d’art alternatives » dans le but de favoriser l’émergence d’un enseignement artistique alternatif aux écoles traditionnelles. 39 écoles de 17 pays étaient présentes à ce rendez-vous qui s’est déroulé du 19 au 20 novembre 2016 à New York, à Pioneer Works.

## Actualités

### Enda Autonome
L’Enda Autonome est une école d’art intégralement en ligne et asynchrone. Il s’agit de la version en ligne de l’ENDA. L’Enda Autonome a pour objectif d’assurer ce que l’on appelle la « continuité pédagogique », y compris en cas d’hostilité environnementale tel que le covid.

### PACTE
Le projet PACTE (Patrimoine, art, culture, territoire, éducation) est réalisé en partenariat avec l’UNESCO et l’INA / CAAM BFK au Mali de 2023 au 2028. C’est un programme quinquennal composé d’ateliers numériques, consacré au développement de l’éducation par l’art et la culture au Mali.

### MPAI (Master pro art invisuel)
Dans l’idée de rendre la recherche artistique accessible au sein de l’enseignement artistique supérieur, en 2022 l’ENDA et l’ISBAS (Institut Supérieur des Beaux-Arts de Sousse, Tunisie) ont initié le premier master art invisuel au monde au sein de l’ISBAS.

### Rendez-vous New York
En 2014 l’ENDA a organisé un projet de coopération et d’échanges entre Paris et New York avec la Columbia School of art, School of visual art (SVA) et The Center for the Humanities – City University of New York.

## Personnalités

### Intervenants (sélection)
- Robert Storr (en)
- Yves Michaud
- Ghislain Mollet-Viéville
- Paul Ardenne
- Alexandre Gurita
- Henry Flint

### Chercheurs (sélection)
- John Hamon
- Mariem Memni[15]
- Gilbert Coqalane[16]